# Paolo Bevilacqua
Paolo Bevilacqua (Pietraperzia, 14 settembre 1923 – Palermo, 17 maggio 2007) è stato un politico italiano.

## Biografia
Nato nel comune di Pietraperzia nel 1923, si trasferì a Palermo per motivi di studio, laureandosi in medicina, nel 1950, presso l'università cittadina. Nel capoluogo siciliano, Bevilacqua svolse le professioni di medico chirurgo internista e di docente di ruolo di educazione fisica.
Entrò in politica nelle file della Democrazia Cristiana, in cui fece parte della corrente che faceva riferimento a Giulio Andreotti e Salvo Lima, di cui era un fedelissimo. Il suo primo incarico politico fu quello di assessore del Turismo nel 1956, nella giunta comunale guidata dal sindaco di Palermo Luciano Maugeri, appena eletto alle elezioni amministrative. Nel 1961-1962, fu assessore comunale all'Annona e, nel 1963, assessore ai Tributi, in questi ultimi due casi quando il primo cittadino era però Salvo Lima.
Nel luglio 1964, Bevilacqua fu eletto sindaco di Palermo e mise in piedi la prima giunta di centro-sinistra nella città assieme al Partito Socialista Italiano. Mantenne la carica di primo cittadino del capoluogo isolano fino al gennaio 1965, ricoprendola nuovamente dal 1966 al 1968. Nella seconda metà degli anni settanta, fu senatore nella VII e nell'VIII legislatura.
Altre cariche ricoperte dal Bevilacqua furono quelle di presidente dell'"Azienda Autonoma Turismo Palermo e Monreale" e di consigliere di amministrazione dell'ISEF.
È morto a Palermo il 17 maggio 2007, all'età di 83 anni.